# Hyporhicnoda carinata
Hyporhicnoda carinata är en kackerlacksart som först beskrevs av Biolley 1900.  Hyporhicnoda carinata ingår i släktet Hyporhicnoda och familjen jättekackerlackor.
Artens utbredningsområde är Costa Rica. Inga underarter finns listade i Catalogue of Life.